# Šmohor - Preseško jezero
Šmohor - Preseško jezero (nemško Hermagor-Pressegger See) je občina na avstrijskem Koroškem z okoli 6970 prebivalci (popis 1. januar 6970). Občinsko središče je naselje Šmohor (nem. Hermagor).

## Geografija

### Naselja v občini
Občina Šmohor - Preseško jezero je sestavljena iz sledečih katastrskih občin: 
- Brdo (nemško Egg),
- Goriče (nemško Görtschach),
- Guggenberg,
- Šmohor (včasih tudi Trg) (nemško Hermagor),
- Khünburg,
- Mičiče ali Semičiče (nemško Mitschig),
- Modrinja vas (nemško Möderndorf),
- Mošče (nemško Möschach),
- Napole  (nemško Nampolach),
- Radnja vas (nemško Rattendorf),
- Dropolje ali  Dobropole (nemško Tröpolach),
- Bela  (nemško Vellach).

Na ozemlju občine se nahajajo naslednja naselja (v oklepajih število prebivalcev iz leta 2011)):
| - Dobja Meja (Achleiten) (4), - Aigen (4), - Mala gora (Bergl) (24), - Branica (Braunitzen) (12), - Moste (Brugg) (31), - Burgstall (9), - Danz (26), - Dole (Dellach) (94), - Brdo (Egg) (178), - Dobrava (Eggforst) (10), - Borlje (Förolach) (162), - Limarče (Fritzendorf) (58), - Goriče (Görtschach) (173), - Gozdina (Götzing) (22), - Kozlog (Grafenau) (0), - Grünburg (70), - Guggenberg (34), - Šmohor oz. Trg (Hermagor) (1.527), - Jenik (Jenig) (178), - Kamerče (Kameritsch) (80), - Khünburg (247), - Mala Gora (Kleinbergl) (30), | - Kras (Kraß) (14), - Kroše (Kraschach) (57), - Rute pri Melvičah (Kreuth ob Mellweg) (60), - Rute pri Mošah (Kreuth ob Möschach) (19), - Rute pri Radnji vesi (Kreuth ob Rattendorf) (76), - Koviče (Kühweg) (202), - Skubiški poden (Kühwegboden) (156), - Loče (Latschach) (86), - Liesch (7), - Modrinja vas (Möderndorf) (223), - Mele (Mellach) (49), - Melviče (Mellweg) (45), - Velika vas (Micheldorf) (167), - Mičice (Mitschig) (79), - Napole (Nampolach) (27), - Nova vas (Neudorf) (271), - Prižanek (Neuprießenegg) (36), - Gornje Mošče (Obermöschach) (38), - Gornja Bela (Obervellach) (243), - Pazrije (Paßriach) (143), - Podlanče (Podlanig) (51), - Postran (Postran) (123), | - Potoče (Potschach) (61), - Preseka (Presseggen) (222), - Preseško jezero (Pressegger See) (130), - Radniče (Radnig) (203), - Radniška dobrava (Radnigforst) (0), - Radnja vas (Rattendorf) (343) - Senčni Graben (Schinzengraben) (26), - Slanica (Schlanitzen) (41), - Na kovače (Schmidt) (1), - Mokrine (Naßfeld) (27), - Sonnleiten (17), - Planja (Süßenberg) (20), - Toškova (Toschehof) (0), - Dropolje (Tröpolach) (535), - Spodnje Moše (Untermöschach) (48), - Spodnja Bela (Untervellach) (229), - Vočiče (Watschig) (129), - Vitenče (Wittenig) (50) - Suha (Zuchen) (3)\| - Zavrh (Siebenbrünn) (2), |